# Gobio obtusirostris
Gobio obtusirostris är en fiskart som beskrevs av Achille Valenciennes 1842. Gobio obtusirostris ingår i släktet Gobio och familjen karpfiskar. IUCN kategoriserar arten globalt som livskraftig. Inga underarter finns listade i Catalogue of Life.